# معتمدية القصور
معتمدية القصور إحدى معتمديات الجمهورية التونسية، تابعة لولاية الكاف.
في عام 2004، كان عدد سكانها 17100 نسمة، منهم 8606 رجال و8494 امرأة، موزعين على 3451 أسرة و3589 وحدة سكنية.